# Tigrajski Ludowy Front Wyzwolenia
Tigrajski Ludowy Front Wyzwolenia (TPLF) – etiopskie ugrupowanie polityczne a wcześniej ruch partyzancki. Do końca 2019 stanowił najbardziej wpływowy element rządzącego Etiopskiego Ludowo-Rewolucyjnego Frontu Demokratycznego.

## Historia
Utworzony został w prowincji Tigraj w lutym 1975 roku. Przywódcą partii był Meles Zenawi. Celem ugrupowania była zbrojna walka z reżimem Mengystu Hajle Marjama. Organizacja blisko współpracowała z Erytrejskim Ludowym Frontem Wyzwolenia, zwalczała z kolei partyzantkę Partii Ludowo-Rewolucyjnej Etiopii. Program partii był niejasny, pod względem ideowym partia zajmowała pozycje socjalistyczne, niewiadomą jednak pozostawało to, czy walczy ona o autonomię, czy niepodległość regionu. W 1986 roku trzon przywódców partii utworzył Marksistowsko-Leninowską Ligę Tigraju, która to reprezentowała skrajnie lewicową linię wyznaczoną przez hodżyzm. Liga miała stanowić awangardę partii. W 1989 roku oddziały partii kontrolowały większość Tigraju. W tym samym roku z jej inicjatywy utworzono koalicję Etiopski Ludowo-Rewolucyjny Front Demokratyczny. Na czele sojuszu stanął Zenawi, którego oddziały w 1991 roku doprowadziły do likwidacji junty. Tigrajski Ludowy Front Wyzwolenia stanowił najważniejszą część rządzącej do końca 2019 koalicji.